# Torpedo Moskwa
Futbolnyj Kłub Torpedo Moskwa (ros. Футбольный клуб «Торпедо» Москва; pełna nazwa prawna: Zakrytoje akcyoniernoje obszczestwo Futbolnyj kłub „Torpedo” Moskwa, ros. Закрытое акционерное общество Футбольный клуб «Торпедо» Москва) – rosyjski klub piłkarski z Moskwy.

## Historia
Założony w 1924 roku jako Proletarskaja Kuznica (ros. Пролетарская Кузница). Do 1930 roku drużyna pod tą nazwą występowała w Mistrzostwach Moskwy, potem kontynuowała grę w tych rozgrywkach jako A.M.O. (ros. Автомобильное Московское Общество, czyli Moskiewskie Towarzystwo Samochodowe). Klub należał do fabryki samochodów ZiŁ (wcześniej ZiS, czyli Zawod Imienia Stalina - ros. Завод имени Сталина).
Podczas industrializacji zespół stopniowo rósł w jedną z największych sił sportowych w Rosji. Promocję do Wyższej Ligi klub wywalczył w 1938 i od tej pory pierwszy raz występował już oficjalnie jako Torpedo. Klub potrafił przerwać hegemonię innych moskiewskich drużyn - CSKA, Spartaka i Dinamo. W 1945 i 1953 roku finiszował jako trzeci zespół Związku Radzieckiego. 4 lata później Torpedo zostało wicemistrzem kraju. Pierwszym ogromnym sukcesem było wywalczenie mistrzostwa ZSRR w 1960 roku. W tym okresie Eduard Strielcow został skazany na dwa lata łagru za odmówienie przejścia z Torpedo do wojskowego klubu CSKA, bądź Dinamo, za którym stało KGB. Strielcow po odbyciu kary wrócił do Torpedo w 1965 i pomógł zespołowi w wywalczeniu drugiego mistrzostwa kraju. Utalentowany gracz uzyskał status jednej z legend, lecz nie pomógł rok później w obronie tytułu, który trafił w ręce Dynama Kijów, gdzie błyszczał 22-letni skrzydłowy Walery Łobanowski.
Jesienią 1976 Torpedo zdobyło swój trzeci i ostatni tytuł mistrzowski, wyprzedzając o dwa punkty Dynamo Kijów. Tym samym "czarno-biali" zapisali się w historii radzieckiej piłki, jako jeden z pięciu zespołów, który wygrał więcej niż dwa mistrzostwa.

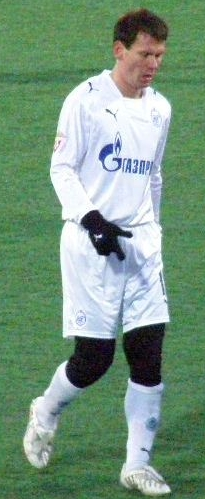
Konstantin Zyrianow, piłkarz Torpedo w latach 2000—2007

W 1993 roku klub sięgnął po Puchar Rosji, choć bronił się przed spadkiem. Kłopoty nadeszły w 1996 roku, kiedy ZiŁ postanowił sprzedać klub Władimirowi Alojszaninowi, który przeniósł go z dotychczasowej areny FK Moskwa na Łużniki. W 2000 roku Dimitrij Włazmikin z 18 golami został królem strzelców, a Torpedo było pierwszym z zespołów ponad spadkowiczami. Kilka lat później, 25 listopada 2006 zespół żegnał się z ligą po remisie 1:1 z Szynnikiem Jarosławl. Torpedo uplasowało się na 15. miejscu w lidze, wygrywając zaledwie 3 z 30 meczów w sezonie.
Spadek nie oznaczał poprawy sytuacji klubu, który miał problemy finansowe, które wiązały się m.in. z przelotami na mecze do Królewca czy Chabarowska. Ostatecznie forma piłkarska pozostawiała nadzieje w związku z zajęciem szóstego miejsca na finiszu rozgrywek. Początek kolejnego sezonu i porażka 0:1 z Nostą Nowotroick była początkiem walki o zajęcie miejsca gwarantującego pozostanie w Pierwszej Dywizji. Reformy ligi sprawiły, że z zaplecza najwyższej klasy rozgrywkowej w Rosji miało spaść siedem, a nie pięć zespołów, jak pierwotnie ustalano. Torpedo po wygraniu zaledwie trzech meczów z pierwszych osiemnastu było poważnie zagrożone spadkiem, którego ostatecznie nie uniknęło. 6 listopada 2008 roku Torpedowcy ulegli Witiaziowi Podolsk 2:4 i po raz pierwszy zostali zdegradowani do rosyjskiej Drugiej Dywizji. Zespół zgromadził 49 punktów i zajął 18 miejsce po 42 seriach spotkań. Do bezpiecznej strefy i piętnastego miejsca zabrakło mu ośmiu punktów.
W 2009 roku zespół miał nie występować w żadnej profesjonalnej klasie rozgrywkowej. Nowi właściciele Torpedo podjęli jednak decyzję o apelacji i ta miała miejsce 3 kwietnia. Ostatecznie została ona odrzucona z racji zbyt późnej próby rejestracji drużyny i klub został zmuszony do występów w strefie moskiewskiej Ligi Amatorskiej (czwarta liga).
W sezonie 2012/13 zespół ponownie grał w Pierwszej Dywizji, bezpośrednim zapleczu rosyjskiej Priemjer-Ligi.
W sezonie 2013/14 czarno-biali zajęli 3 miejsce w Pierwszej Dywizji i po wygranym barażu z Kryliami Sowietow awansowali do Premier-Ligi. Tam po w 24. kolejce (0:1 z FK Rostów) drużyna Torpedo osunęła się do strefy spadkowej, z której już się nie wydostała.
Z powodu kłopotów finansowych i rosnącego zadłużenia klub nie został dopuszczony do rozgrywek Pierwszej Dywizji w sezonie 2015/16. Dlatego Torpedo wystąpiło w rozgrywkach Drugiej Dywizji (PFL), gdzie zajęło 12. miejsce w grupie "Centrum".

### Statystyki
| \| Rosja \| Bilans występów klubu Torpedo Moskwa w rozgrywkach piłkarskich Rosji (Stan na koniec sezonu 2024/25[1]) \| \| | |        |       |     |     |     |     |     |     |                                            |        |        |      |
| Poziom | Rozgrywki                                                                                            | Sezony | Mecze | Z   | R   | P   | B+  | B–  | Pkt | Lata                                       | Awanse | Spadki | Naj. |
| I | Priemjer-Liga                                                                                        | 16     | 522   | 191 | 146 | 185 | 643 | 658 |     | 1992–2006, 2014–2015, 2022–2023            |        | 3      | 3    |
| II | Pierwyj diwizion                                                                                     | 10     | 338   | 138 | 94  | 106 | 435 | 368 |     | 2007–2008, 2011–2014, 2019–2022, 2023–2025 | 3      | 1      | 1    |
| III | Wtoroj diwizion                                                                                      | 5      |       |     |     |     |     |     |     | 2010, 2015–2019                            | 2      | 1      | 1    |
| IV | LFL                                                                                                  | 1      | 32    | 30  | 0   | 2   | 128 | 19  | 90  | 2009                                       | 1      |        | 1    |
| Rosja | Bilans występów klubu Torpedo Moskwa w rozgrywkach piłkarskich Rosji (Stan na koniec sezonu 2024/25) |        |       |     |     |     |     |     |     |                                            |        |        |      |

## Barwy i symbole
Tradycyjnymi barwami Torpedo są kolory czarny i biały. W czasach radzieckich piłkarze występowali również w niebieskich strojach. Autorstwo klubowego herbu przypisuje się Wiaczesławowi Orłowowi.
| 1949 | 1952 | 1968 | 1972 | 1986 | 2013 | 2014 | 2016 |

## Stadion

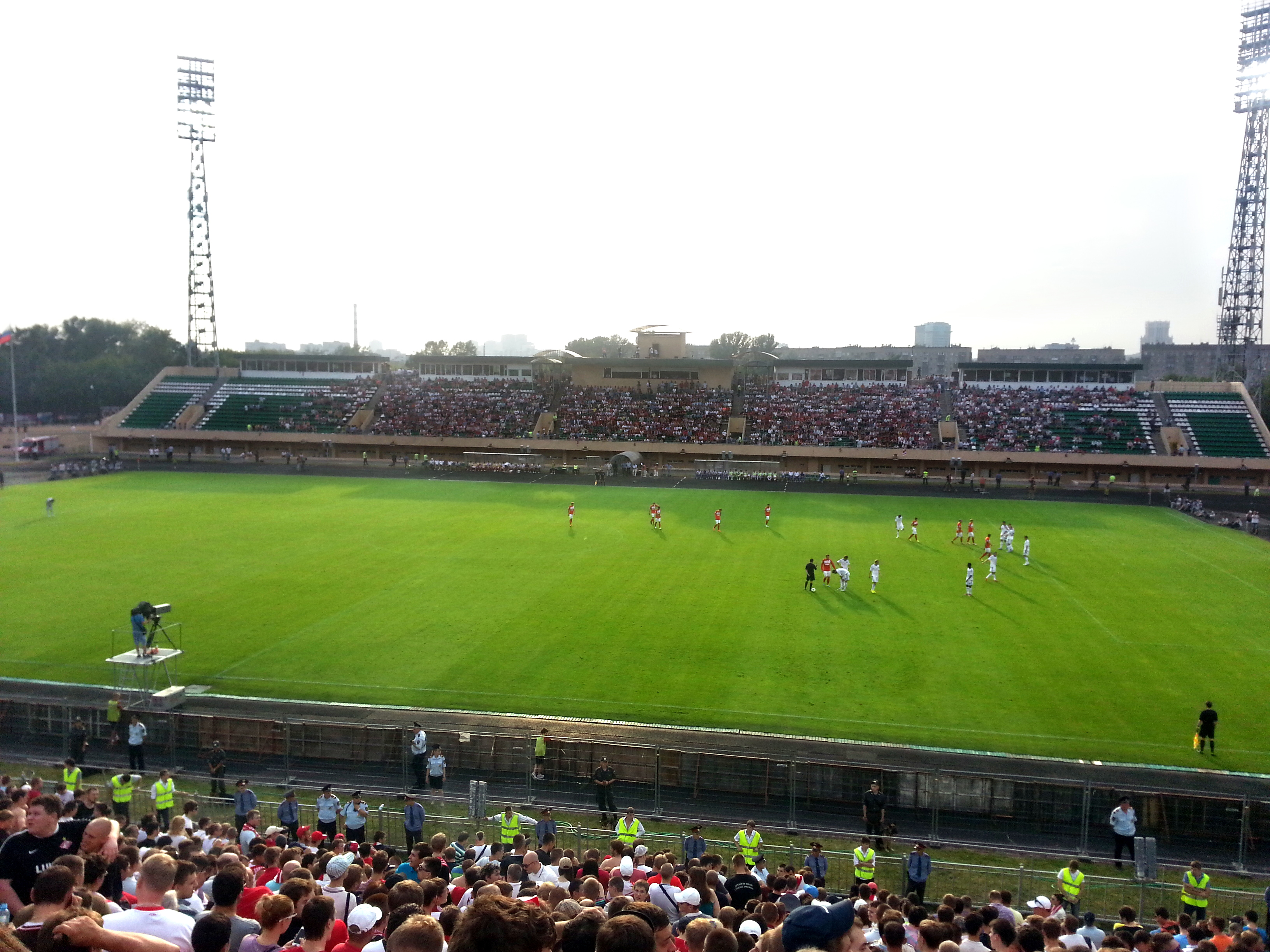
Stadion im. Eduarda Strielcowa

Po objęciu władzy w klubie przez Władimira Alojszanina zespół zmienił obiekt, na którym podejmował rywali w lidze. Z kameralnego Stadion im. Eduarda Strielcowa przeniósł się na największy obiekt sportowy w Rosji, Łużniki. Frekwencja na meczach "czarno-białych" była bardzo mizerna. W dniu degradacji do Pierwszej Dywizji, kiedy klub zremisował 1:1 z Szynnikiem Jarosławl, spotkanie oglądało zaledwie 1500 widzów.
Po powrocie do Priemjer-Ligi w sezonie 2014/15 klub występował głównie na stadionie Saturn w Ramienskoje.
W Drugiej Dywizji grał natomiast na boisku akademii Spartaka Moskwa.

## Sukcesy

### Międzynarodowe
W swojej historii Torpedo Moskwa wystąpiło w 77 meczach europejskich pucharów.
| \| \| Zdobyte trofea w rozgrywkach międzynarodowych (stan na: 2025) \| |                                                               |      |                  |
| Rozgrywki                                                              | Osiągnięcie                                                   | Razy | Sezon(y)         |
| · Liga Europy · (Puchar UEFA)                                          | zdobywca                                                      | –    |                  |
| · Liga Europy · (Puchar UEFA)                                          | finalista                                                     | –    |                  |
| · Liga Europy · (Puchar UEFA)                                          | ćwierćfinalista                                               | 1    | 1990/91          |
| · Puchar Zdobywców                                                     | zdobywca                                                      | –    |                  |
| · Puchar Zdobywców                                                     | finalista                                                     | –    |                  |
| · Puchar Zdobywców                                                     | ćwierćfinalista                                               | 2    | 1967/68, 1986/87 |
| · Puchar Intertoto                                                     | zdobywca                                                      | –    |                  |
| · Puchar Intertoto                                                     | finalista                                                     | –    |                  |
| · Puchar Intertoto                                                     | półfinalista                                                  | 1    | 1997             |
| FIFA                                                                   | Zdobyte trofea w rozgrywkach międzynarodowych (stan na: 2025) |      |                  |

### Krajowe
| \| \| Zdobyte trofea w rozgrywkach Związku Radzieckiego (stan na: 1991) \| |                                                                   |      |                                                      |
| Rozgrywki                                                                  | Osiągnięcie                                                       | Razy | Sezon(y)                                             |
| Mistrzostwo                                                                | I miejsce                                                         | 3    | 1960, 1965, 1976-j                                   |
| Mistrzostwo                                                                | II miejsce                                                        | 3    | 1957, 1961, 1964                                     |
| Mistrzostwo                                                                | III miejsce                                                       | 6    | 1945, 1953, 1968, 1977, 1988, 1991                   |
| Puchar                                                                     | zdobywca                                                          | 6    | 1949, 1952, 1960, 1968, 1972, 1986                   |
| Puchar                                                                     | finalista                                                         | 9    | 1947, 1958, 1961, 1966, 1977, 1982, 1988, 1989, 1991 |
|                                                                            | Zdobyte trofea w rozgrywkach Związku Radzieckiego (stan na: 1991) |      |                                                      |

| \| \| Zdobyte trofea w rozgrywkach Rosji (stan na: 2025) \| |                                                    |      |          |
| Rozgrywki                                                   | Osiągnięcie                                        | Razy | Sezon(y) |
| · Mistrzostwo                                               | I miejsce                                          | –    |          |
| · Mistrzostwo                                               | II miejsce                                         | –    |          |
| · Mistrzostwo                                               | III miejsce                                        | 1    | 2000     |
| · Puchar                                                    | zdobywca                                           | 1    | 1993     |
| · Puchar                                                    | finalista                                          | –    |          |
| II liga                                                     | I miejsce                                          | 1    | 2022     |
| II liga                                                     | II miejsce                                         | 1    | 2025     |
| II liga                                                     | III miejsce                                        | 1    | 2014     |
| Rosja                                                       | Zdobyte trofea w rozgrywkach Rosji (stan na: 2025) |      |          |

## Zawodnicy

### Skład
Aktualny na dzień 8 lutego 2021.
| Nr | Poz. | Piłkarz              |
| -- | ---- | -------------------- |
| 2  | OB   | Dmitrij Riedkowicz   |
| 5  | OB   | Grigorij Gwardiejew  |
| 7  | PO   | Aleksandr Riazancew  |
| 9  | PO   | Władisław Adajew     |
| 10 | NA   | Igor Lebiedienko     |
| 11 | PO   | Konstantin Kiertanow |
| 15 | PO   | Aleksandr Oriechow   |
| 16 | OB   | Maksim Szorkin       |
| 17 | PO   | Filipp Dworieckow    |
| 18 | PO   | Žiga Škoflek         |
| 24 | PO   | Andriej Lach         |
| 28 | OB   | Rusłan Magal         |

| Nr | Poz. | Piłkarz               |
| -- | ---- | --------------------- |
| 29 | BR   | Anton Porutczikow     |
| 31 | OB   | Daniła Kozłow         |
| 39 | BR   | Aleksandr Dowbnia     |
| 44 | OB   | Artiom Samsonow       |
| 49 | OB   | Jegor Proszkin        |
| 51 | BR   | Witalij Botnar        |
| 52 | PO   | Rawil Nietfułlin      |
| 71 | NA   | Denys Bałaniuk        |
| 72 | PO   | Astiemir Gordiuszenko |
| 77 | OB   | Tiemirkan Sundukow    |
| 90 | NA   | Amur Kałmykow         |
| 99 | OB   | Andriej Jewdokimow    |